# Österreichischer Automobil-, Motorrad- und Touring Club

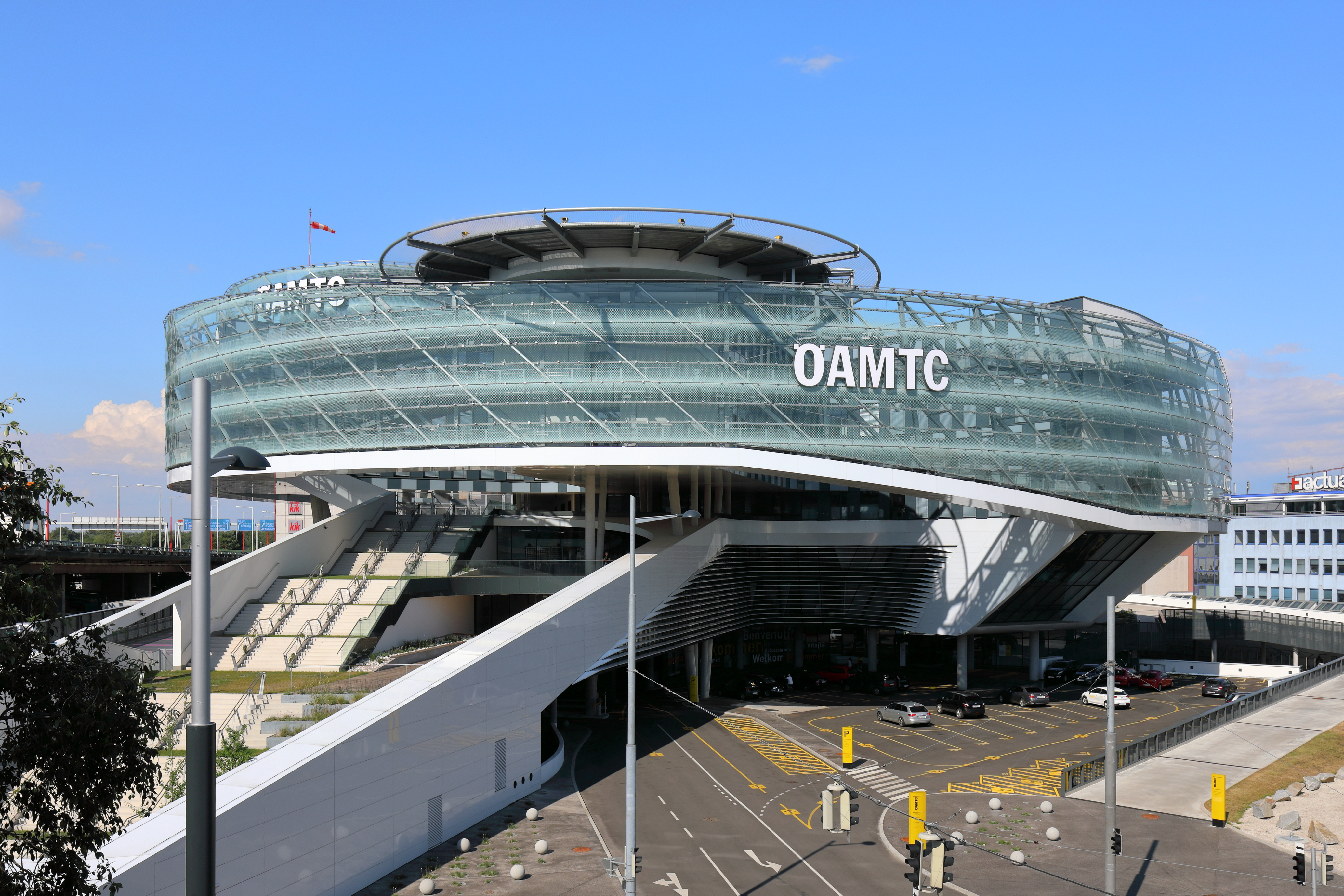
Die Wiener Zentrale
(eröffnet März 2017)

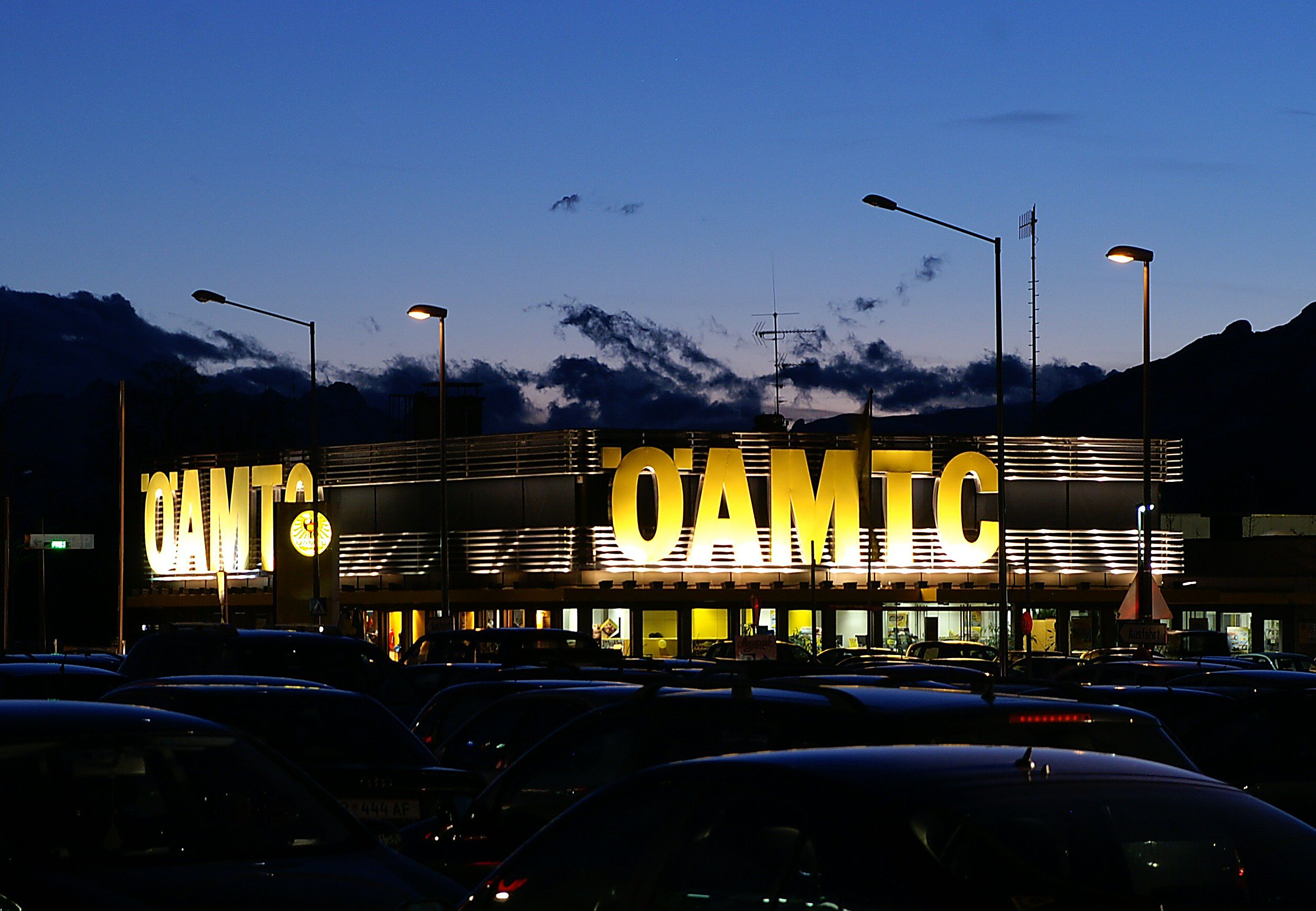
Dornbirn Süd

Der Österreichische Automobil-, Motorrad- und Touring Club (kurz ÖAMTC) ist ein Verkehrsclub, verfasst als überparteilicher, gemeinnütziger Verein, der für sich in Anspruch nimmt, mobile Menschen zu unterstützen und zu vertreten. Entstanden ist der Verein 1946 durch Vereinigung des Österreichischen Touring-Clubs (gegründet 1896) mit dem Österreichischen Automobil-Club (gegründet 1898).
Der Club ist Gründungsmitglied von ARC Europe (internationaler Zusammenschluss von Automobilclubs, grenzüberschreitende Projekte und Dienstleistungen) und Mitglied der wichtigsten internationalen Dachverbände der Automobil- und Touringclubs: der FIA (Fédération Internationale de l’Automobile, 49 Clubs und Verbände mit etwa 100 Millionen Einzelmitgliedern weltweit) und der FIM (Fédération Internationale de Motocyclisme). Er arbeitet eng mit dem deutschen ADAC zusammen.

## Allgemeines
Der Verein hatte im Jahr 2018 mehr als 2,2 Millionen Mitglieder. Er ist damit Österreichs größter und weltweit der siebentgrößte Automobilclub. Er ist mit Abstand auch der größte Verein Österreichs überhaupt.
Strukturell ist der Club ein Zusammenschluss aus sieben Landesvereinen, wobei die Bundesländer Wien, Niederösterreich und Burgenland in einem Landesverein zusammengefasst sind. Inhaltlich versteht sich der Club als Interessensgemeinschaft mobiler Menschen in Österreich. In seiner Tätigkeit als gemeinnütziger Verein leistet er auch Dienste für die Allgemeinheit, z. B. Flugrettung.
Die Zentrale befindet sich in Erdberg (Wien).

## Sporthoheit im Motorsport
Die Austrian Motorsport Federation (AMF) des ÖAMTC vertritt die nationalen Interessen in den Weltverbänden FIA und FIM und hat die nationale Sporthoheit für den Motorsport in Österreich. Die AMF ist für die Umsetzung und Überwachung der internationalen Vorschriften und Vergabe von Lizenzen zuständig.

## Angebotene Leistungen
Neben der Vertretung der Autofahrer als NGO erbringt der Verein verschiedenste Leistungen für seine Mitglieder, die bekanntesten sind:

### Pannenhilfe

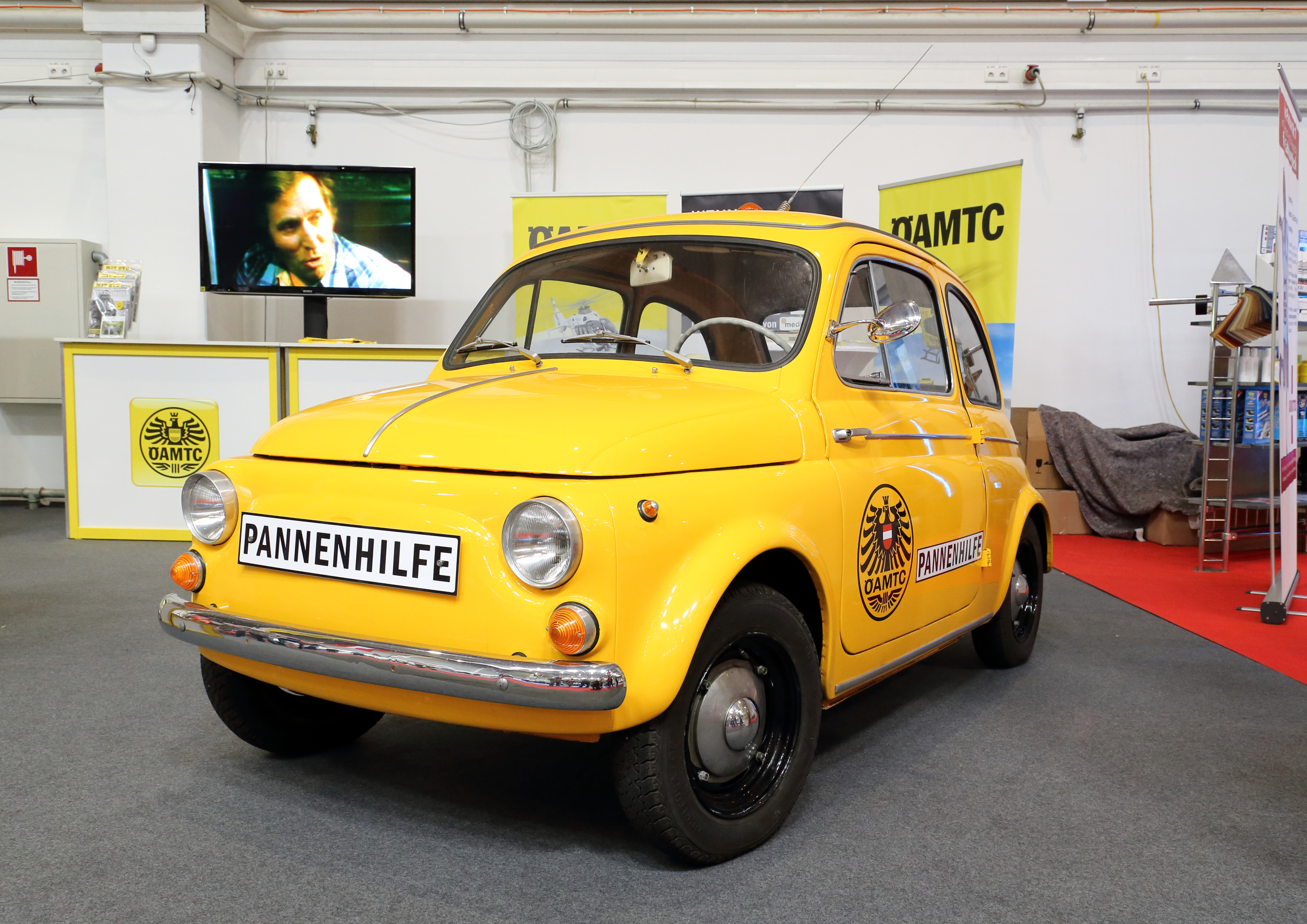
1959 wurde der Steyr Puch 500 als erstes Pannenhilfe-Auto in Dienst gestellt (Bild zeigt ein Fahrzeug mit Bj. 1965)

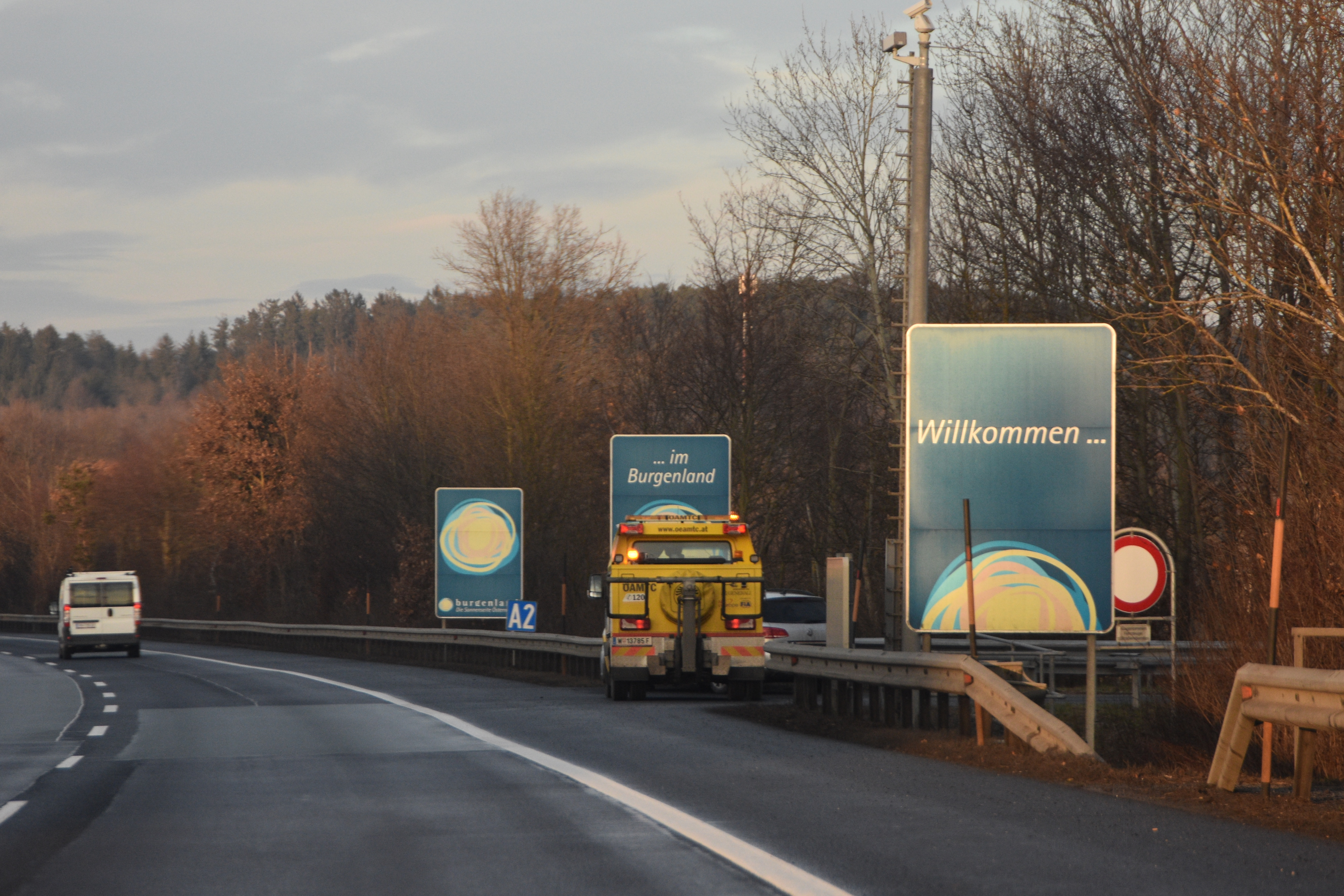
Hilfsdienst bei Autopannen

1954 wurde die ÖAMTC-Pannenhilfe gegründet und am 18. Oktober erfolgte die erste Ausfahrt mit einem Beiwagenmotorrad. 1958 wurde ein Steyr Puch 500 für den Einsatz als erstes Pannenhilfe-Auto getestet und 1959 stellte man 61 Puch 500-Pannenfahrzeuge in den Dienst.
Für ganz Österreich gibt es für Pannenhilfe rund um die Uhr die Nothilfenummer 120. Im Gegensatz zu manchen Mobilitätsgarantien steht das Beheben der Pannen vor Ort und die sichere Weiterfahrt des ÖAMTC-Mitglieds im Vordergrund. Die überwiegende Mehrheit der Pannen wird vor Ort behoben; wenn das nicht möglich ist, wird das Fahrzeug in eine Werkstatt geschleppt und die Weiterfahrt des Mitglieds und seiner Mitreisenden organisiert (Clubmobil, öffentliche Verkehrsmittel, Übernachtungsmöglichkeiten).
2017 rückten die Pannenfahrer des ÖAMTC 705.123-mal zu Panneneinsätzen aus.
Die Koordinierung der jährlich ca. 700.000 Panneneinsätze erfolgt über vier Einsatzzentralen. Für Einsätze stehen österreichweit rund 500 Fahrzeuge an über 100 Standorten zur Verfügung.
Mit dem optionalen Schutzbrief haben Mitglieder die Möglichkeit, den Nothilfe-Schutz auf ganz Europa auszudehnen. Schutzbrief-Notrufe werden durch speziell geschultes Personal der Einsatzzentrale Wien bearbeitet und Hilfe über das internationale Partnernetzwerk organisiert.

### Technische Dienste
An seinen Stützpunkten bietet der ÖAMTC seinen Mitgliedern verschiedene technische Dienste an. Dazu gehören die §57-a Begutachtung für die Prüfplakette („Pickerl“), Kauf-Überprüfungen für Gebrauchtwagen, Sicherheits-Überprüfungen (Suche nach möglichen sicherheitsrelevanten Schwachstellen), Räderwechsel und ähnliche Dienstleistungen.

### Rechtsberatung
Mitglieder können bei Rechtsfragen kostenlose Rechtsberatung in Anspruch nehmen, etwa bei Unfällen und Schäden, bei Versicherung und Verträgen, bei Reise und Freizeit oder bei Autokauf und Reparatur. 

### Interessenvertretung und Konsumentenschutz
Fachexperten, u. a. aus Recht, Technik, Wirtschaft und Psychologie, setzen sich für die Interessen der österreichischen Kraftfahrer ein und testen im Dienste der Sicherheit Autos und Zubehör.

### ÖAMTC-Flugrettung

#### Christophorus Flugrettungsverein (CFR)

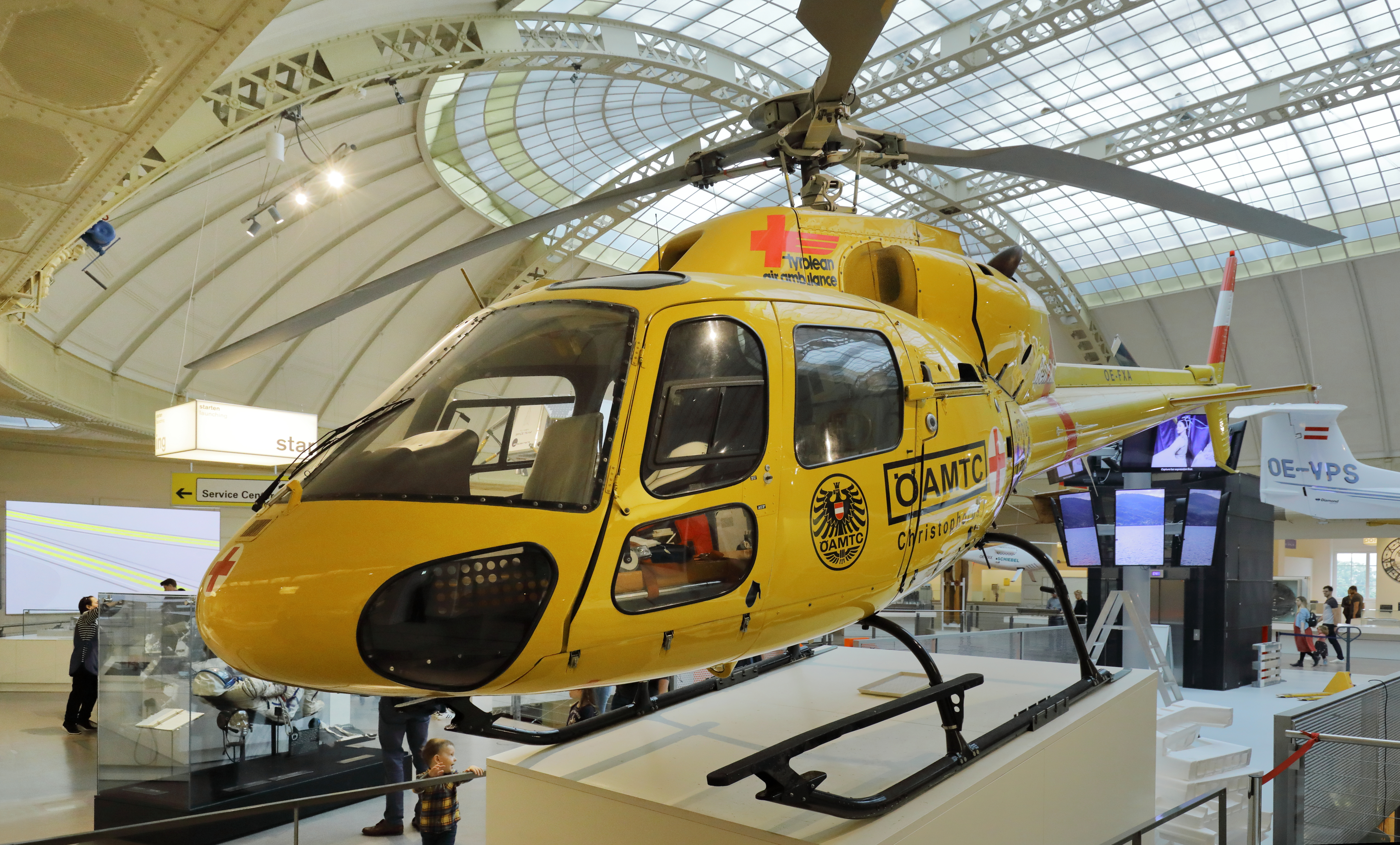
„Christophorus 1“ mit der Kennung OE-FXA war der erste Notarzthubschrauber Österreichs und 1983 in Innsbruck in Betrieb genommen

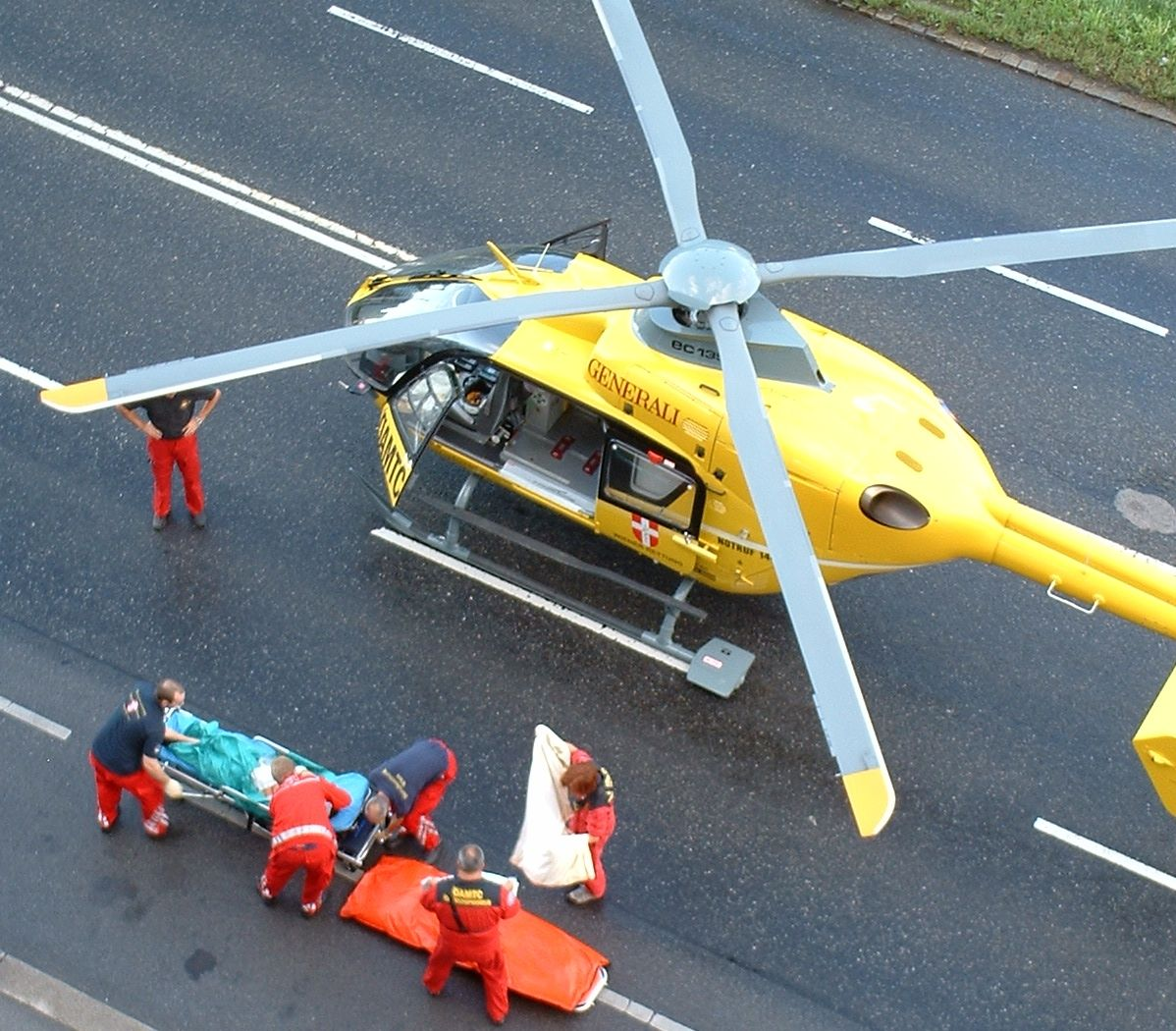
Rettungshubschrauber Christophorus des ÖAMTC bei einem Einsatz nach einer Explosion einer Treibgasflasche am Handelskai in Wien

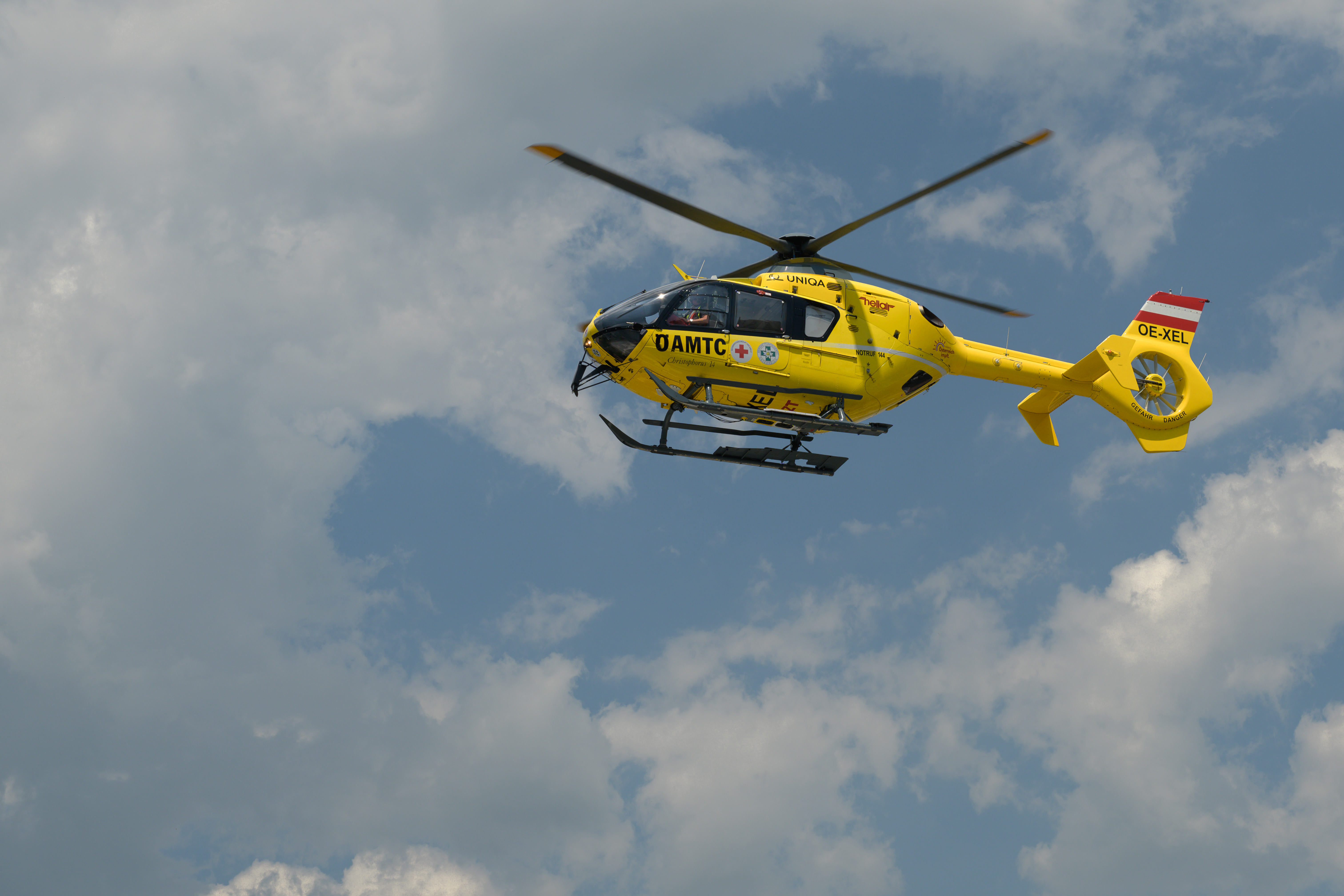
Christophorus 14 im Anflug auf die Landeplattform des Ordensklinikums der Elisabethinen in Linz.

In ganz Österreich sind an 18 Standorten die Christophorus-Notarzthubschrauber stationiert. Bis 2001 wurde die Flugrettung noch gemeinsam mit dem Österreichischen Bundesheer und der Bundesgendarmerie durchgeführt. Danach übernahm der Christophorus Flugrettungsverein gemeinsam mit dem Roten Kreuz, dem österreichischen Bergrettungsdienst und der Wiener Rettung den Dienst in Österreich komplett. Nicht nur bei Verkehrsunfällen, sondern auch bei Alpinunfällen oder medizinischen Notfällen werden die Notarzthubschrauber eingesetzt.

#### Heli Ambulance Team (HAT)
Im Jahr 2001 gründeten der ÖAMTC und das Vorarlberger Hubschraubertransportunternehmen Wucher Helicopter das Heli Ambulance Team. Nach 15 Jahren beschloss man mit Jahresanfang 2017 neue Wege zu gehen. Vier Stützpunkte verblieben beim ÖAMTC. Bei Alpin 1 in Patergassen, Alpin 2 in Sölden, Alpin 5 in Hintertux und Alpin Heli 6 in Zell am See handelt es sich um saisonale Stützpunkte. Diese Helikopter ergänzen während der Wintermonate – im Regelfall von November bis April – in tourismusstarken Skigebieten die Notarzthubschrauber der ÖAMTC-Flugrettung.
| Alpin 1 |

| Alpin 2 |

| Alpin 5 |

| Alpin-Heli 6 |

| Alpin 1 |

| Alpin 2 |

| Alpin 5 |

| Alpin-Heli 6 |

### Fahrtechnikzentren
Der Club unterhält Fahrtechnikzentren, die unter anderem Fahrsicherheitstrainings, die erweiterte Führerscheinausbildung und Ausbildung von LKW-Fahrern oder Fahrern von Blaulichtorganisationen bieten.
Neben den herkömmlichen Sicherheitszentren bietet der ÖAMTC auch spezialisierte Zentren an, die die Fahrtechnik im Winter bzw. im Gelände trainieren helfen.
Fahrzentren:
- Brandlhof-Saalfelden (Salzburg)
- Innsbruck (Tirol)
- Kalwang (Steiermark)
- Lang-Lebring (Steiermark)
- Marchtrenk (Oberösterreich)
- St. Veit a. d. Glan (Kärnten)
- Teesdorf (Niederösterreich)

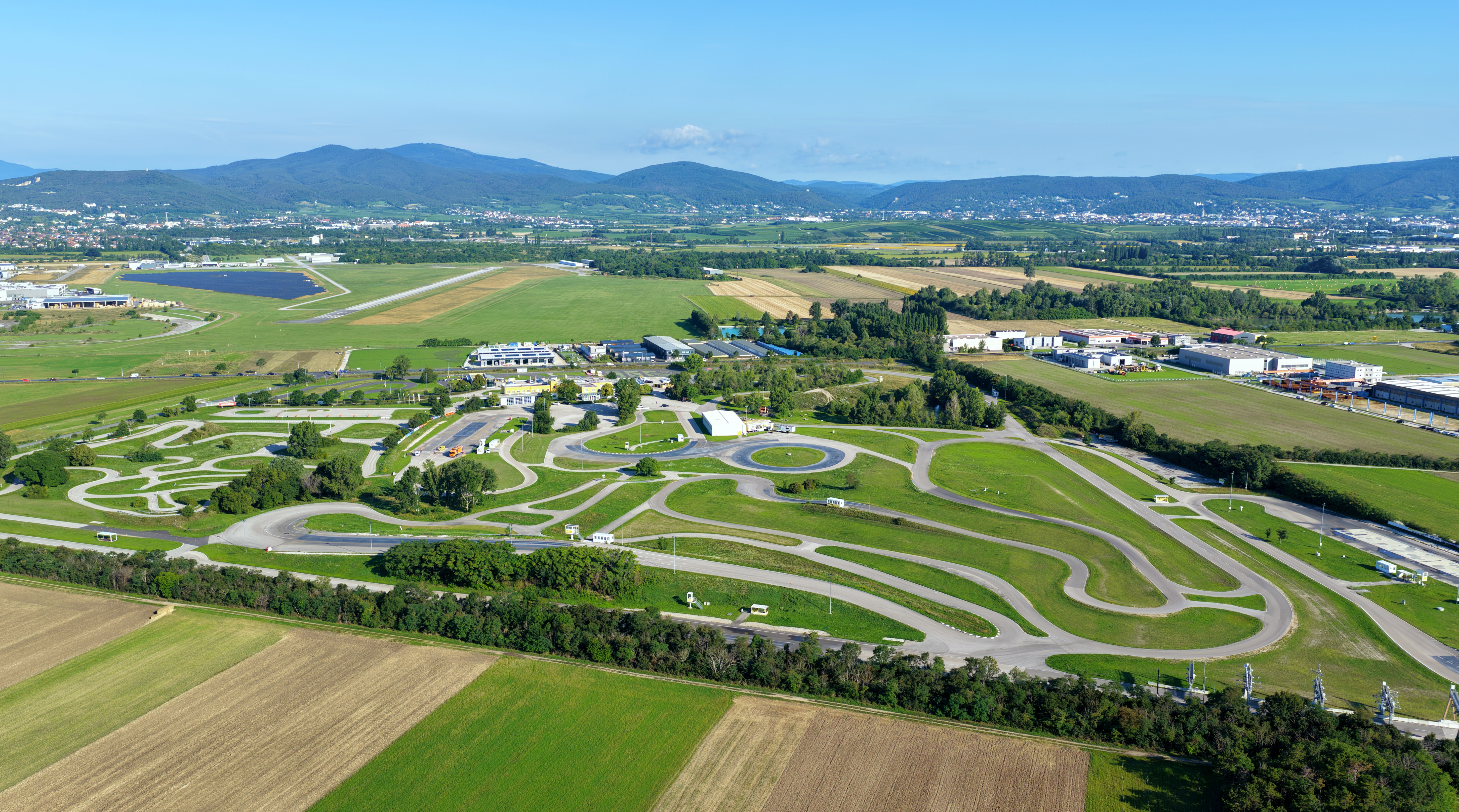
Fahrzentrum Teesdorf; 1987 eröffnet

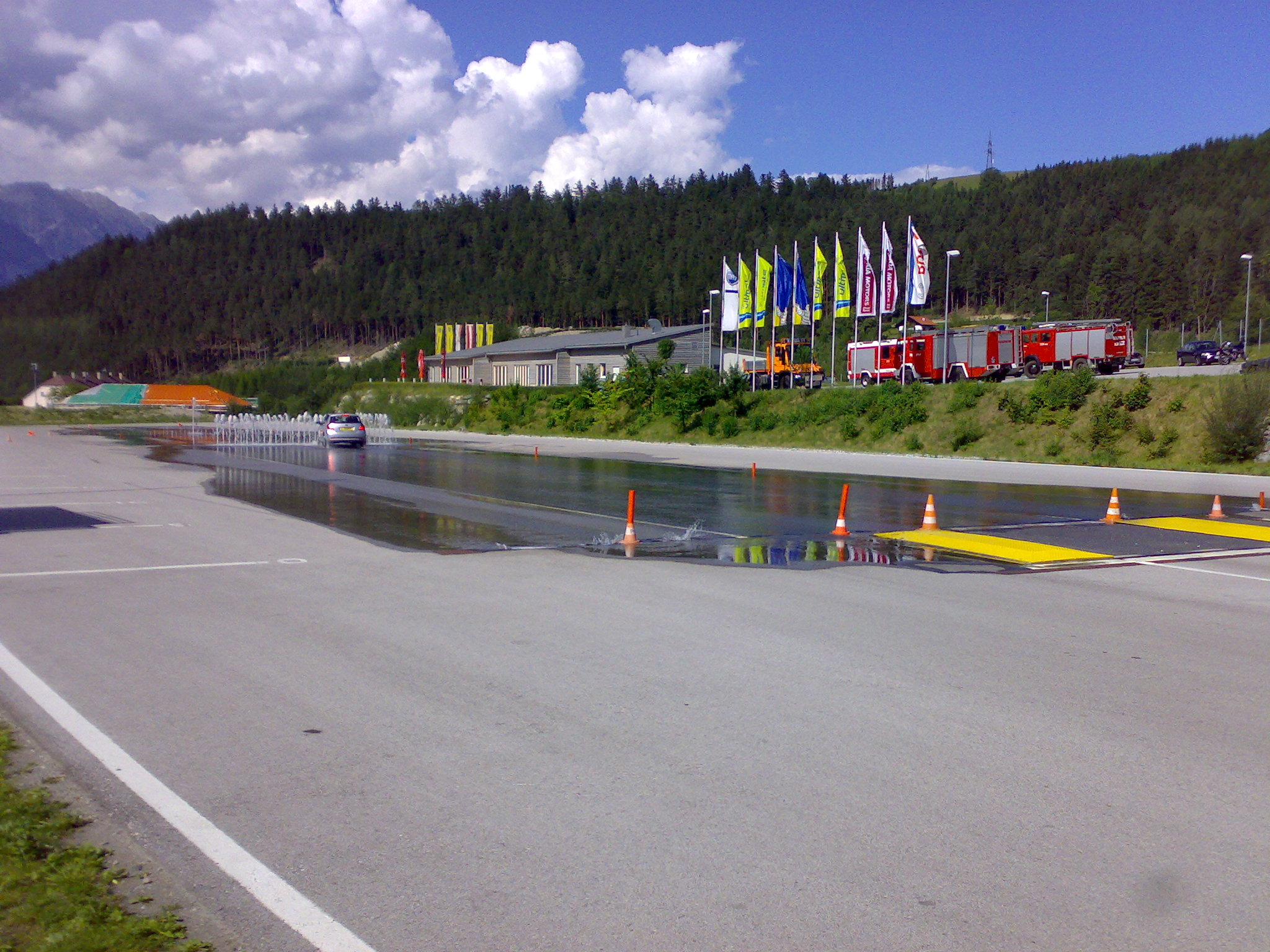
ÖAMTC-Fahrsicherheitszentrum Zenzenhof bei Innsbruck

- Melk – Wachauring (Niederösterreich)

Winterfahrzentren:
- Hintersee (Salzburg)
- Göstling (Niederösterreich)
- Eisarena im FTZ Brandlhof-Saalfelden (Salzburg)

Off-Road Zentrum:
- Stotzing Off-Road-Zentrum (Burgenland)

### Information
Der Verein ist Herausgeber des monatlich erscheinenden Clubmagazins auto touring, das alle ÖAMTC-Mitglieder als Bestandteil der Mitgliedschaft zugeschickt bekommen.
Weiters bedient der ÖAMTC mehrere Kanäle, um mit seinen Themen die Öffentlichkeit bestmöglich zu erreichen, u. a. durch Medienarbeit und durch seine Website.

### Verkehrsinformationen
Bereits seit 1965 informiert der ÖAMTC gemeinsam mit dem ORF durch den Verkehrsfunk über die aktuelle Situation auf Österreichs Straßen. Der Club stellt seine Verkehrsmeldungen aber auch über andere Kanäle zur Verfügung, zum Beispiel als RSS-Web-Feed und Telefon-Tonbanddienst.

### Reifentest
Der Club testet halbjährlich mit seinen europäischen Partnerclubs die aktuellen Reifenmodelle in mehreren Dimensionen.

### Weitere Leistungen
Für Mitglieder bietet der ÖAMTC eine Reihe von Versicherungen an. Darunter befinden sich neben Fahrzeugversicherungen auch Personen-, Reise- und Sachversicherungen.
Einen weiteren wichtigen Bereich stellen die ÖAMTC-Reisebüros dar. Reisen können auch von Nicht-Mitgliedern gebucht werden.
Als Mitglied hat man auch bei zahlreichen Unternehmen die Möglichkeit an Rabattaktionen teilzunehmen.

### Vertrieb
In Geschäftsstellen des ÖAMTC können u. a. Vignetten und Mautkarten, Stadtpläne, Straßenübersichtskarten- und Atlanten sowie sicherheitsbezogene Pkw- und Motorradausstattung wie Warndreiecke, Verbandkästen, Warnwesten u. Ä. erworben werden.

### Fahrrad
Die ÖAMTC-Pannenhilfe gilt auch für das Fahrrad. Daneben gibt es Angebote zu Fahrrad-Checks, Rad-Reisen und das jährliche Fahrradmagazin Radgeber. Für alle die kein Auto oder Motorrad besitzen wird auch eine Touring-Mitgliedschaft angeboten.

## Kampagnen
- Gleiten statt Hetzen (1980)